# Maranachakanahalli, Mandya
Maranachakanahalli là một làng thuộc tehsil Mandya, huyện Mandya, bang Karnataka, Ấn Độ.